# Eremosybra flavolineata
Eremosybra flavolineata är en skalbaggsart som beskrevs av Stefan von Breuning 1942. Eremosybra flavolineata ingår i släktet Eremosybra och familjen långhorningar.
Artens utbredningsområde är Sarawak. Inga underarter finns listade i Catalogue of Life.